# Chiriguanos
Ne doit pas être confondu avec Los Chiriguanos ou Chiriguano.
Les Chiriguanos ou Ava Guaraní sont un peuple autochtone parlant les langues Ava-guarani et Chiriguano du sud de la Bolivie.
Remarqués pour leur caractère guerrier, les Chiriguanos ont conservé leurs terres dans les contreforts des Andes du sud-est de la Bolivie du XVIe au XIXe siècle en repoussant d'abord l'Empire Inca, plus tard l'Empire espagnol et, plus tard encore, la Bolivie indépendante. Les Chiriguanos sont finalement soumis en 1892.

## Description
Les Chiriguanos ont presque disparu de la conscience publique après leur défaite de 1892, mais ont refait surface à partir des années 1970. Au XXIe siècle, les descendants des Chiriguanos s'appellent eux-mêmes Guaranis, ce qui les relie à des millions de locuteurs de dialectes et de langues guarani au Paraguay, en Argentine et au Brésil.
Le recensement de 2001 dénombrait 81 011 Guaraní, pour la plupart des Chiriguanos, âgés de plus de 15 ans vivant en Bolivie. Un recensement de 2010 a dénombré 18 000 Ava Guarani en Argentine. La langue guarani de la Bolivie orientale est parlée par 33 000 personnes en Bolivie, 15 000 en Argentine et quelques centaines au Paraguay.